# 山陰海岸ジオパーク海と大地の自然館
山陰海岸ジオパーク海と大地の自然館（さんいんかいがんジオパークうみとだいちのしぜんかん）は、鳥取県岩美郡岩美町にある鳥取県立の博物館。

## 沿革
- 1981年（昭和56年） - 「山陰海岸自然科学館」として開館。
- 2006年（平成18年） - 鳥取県立博物館に移管され「山陰海岸学習館」と改称。
- 2010年（平成22年）4月 - 山陰海岸ジオパークの拠点施設としてリニューアルオープン。
- 2012年（平成24年）9月 - 「さかなクン」としてしられる東京海洋大学の客員准教授を“ギョギョバイザー”に任命した[3]。セレモニーに招き、トークショーを行う[4]。
- 2016年（平成28年）4月1日 - 「山陰海岸ジオパーク海と大地の自然館」と改称。県立博物館の附属施設から県直轄（生活環境部）となる[5]。

## 施設
- エントランスホール
- 休憩コーナー
- 実験研究室
- 展示室
- 体験学習室

## 主な展示品
- 水槽、山陰海岸の生きものたち
- 山陰海岸の誕生の物語り
- 山陰海岸ジオパーク
- 浦富海岸
- 鳥取砂丘
- 日本海の構造と生きもの
- 山陰海岸の生きもの
- 貝類標本
- 岩石標本
- 鳴り砂
- 山陰海岸ジオパークの開設映像（約20分間）
- 山陰海岸3D映像『神秘と生命の物語』（約20分間）
当館近くの羽尾岬先端にある”海の龍神洞”と”陸の龍神洞”という2つの海食洞の内部を、NHKサービスセンターの協力による最新の3D映像で紹介している。この2つの龍神洞の内部は現在は立ち入り禁止となっているため、貴重な映像である。
- 山陰海岸3D映像『大地と海の物語』（約20分間）

## 利用情報
- 開館時間：午前9時～午後5時、7月～8月の毎週土曜日は午後6時まで
- 休館日：毎週月曜日（祝日の場合は翌平日）、年末年始（12/29～1/3）
- 入館料：無料

## 交通アクセス
- JR山陰本線岩美駅より岩美町営バス陸上行き、「山陰海岸学習館前」下車。
- バス本数が少ないので、駅前観光協会のレンタサイクルを利用して約20分。